# Torre de las Arcas
Torre de las Arcas – gmina w Hiszpanii, w prowincji Teruel, w Aragonii, o powierzchni 37,17 km². W 2011 roku gmina liczyła 30 mieszkańców.